# Polikastro
Polikastro (del griego: Πολύκαστρο) es una ciudad ubicada en la unidad periférica de Kilkís y el municipio de Peonia, en Grecia. La unidad municipal de Polikastro incluye la ciudad de homónima y veintitrés pueblos más. Construida cerca del río Axio, en la carretera y ferrocarril desde Tesalónica a Belgrado. Fue conocida anteriormente como Karasuli (en turco) kara («negro») y sular («cuerpo de agua» o probablemente 'pantano'), Mavrosuli o Rugunovec (en macedonio: Ругуновец).

## Historia
El área estuvo habitada desde el período Neolítico. Hay dos asentamientos descubiertos de aquella época: en Axiochori (Amidón) y en Limnotopos (Carabia). En la Edad del Bronce llegaron aquí los Peonios entre el año 3500 a. C. al 3000 a. C. En Axiochorio se encontraba la capital de Peonia, Amidón.